# Fill d'una altra mare
Fill d'una altra mare (originalment en anglès, Another Mother's Son) és una pel·lícula dramàtica i bèl·lica britànica del 2017 dirigida per Christopher Menaul, escrita per Jenny Lecoat i protagonitzada per Jenny Seagrove, Julian Kostov, Ronan Keating, John Hannah i Amanda Abbington. La versió doblada al català es va emetre per primer cop a TV3 el 13 de març de 2021.
La pel·lícula està basada en una història real de l'ocupació alemanya de les illes Anglonormandes, sobre una dona de Jersey anomenada Louisa Gould (interpretada per Seagrove), que acull un jove presoner de guerra rus fugit (interpretat per Kostov).

## Premissa
Louisa Gould (Jenny Seagrove) amaga un jove presoner de guerra rus fugit, Fiódor Buri (Julian Kostov), de les forces alemanyes durant la Segona Guerra Mundial, assistida per la seva germana Ivy Forster (Amanda Abbington) i el seu germà Harold Le Druillenec (Ronan Keating).

## Repartiment
- Jenny Seagrove com a Louisa Gould[2]
- Julian Kostov com a Fiódor "Bill" Buri[2]
- Ronan Keating com a Harold Le Druillenec[2]
- John Hannah com a Arthur Forster[2]
- Amanda Abbington com a Ivy Forster[2]
- Brenock O'Connor com a Rex Forster[2]
- Peter Wight com a René Le Mottée[2]
- Susan Hampshire com a Elena Le Fevre[2]
- Félicité Du Jeu com a Nicole[2]
- Gwen Taylor com a Lily Vibert[2]
- Joanna David com a Maud Vibert[2]

## Producció
Christopher Menaul va dirigir la pel·lícula basant-se en el guió de Jenny Lecoat, la reneboda de Louisa Gould. Bill Kenwright Films, empresa associada a Bill Kenwright, va produir la pel·lícula amb Daniel-Konrad Cooper.
El rodatge principal de la pel·lícula va començar el 9 de novembre de 2015 a Bath. Filming also took place at the town's historic building Guildhall and West London Film Studios.